# Home Again (Kensington)
Home Again is een single van Kensington. Het is afkomstig van hun album Vultures. Dat album stond meer dan een jaar in de Album Top 100 en werd daarin gehouden door de release van een aantal singles, waarvan Home Again er één was. Het succes bleef beperkt tot Nederland, alhoewel Home Again net aan de Belgische Ultratop 50 miste, ze bleef steken in de tipparade.
De bijbehorende videoclip is deels opgenomen in concertzaal Tivoli in Utrecht.

## Hitnotering
In Nederland haalde het wel de hitlijsten, zonder voor extreme verkoopcijfers te zorgen.

### Nederlandse Top 40
Het plaatje stond in aanloop tot de Top40 zeven weken in de bijbehorende tipparade. Het was Kensingtons eerste single die die lijst haalt.
| Positie: | 37 | 36 | 33 | 38 | 39 | uit |

### NederlandseSingle Top 100
| Hitnotering: 19-1-2013 t/m 28-6-2013 | Hitnotering: 19-1-2013 t/m 28-6-2013 | Hitnotering: 19-1-2013 t/m 28-6-2013 | Hitnotering: 19-1-2013 t/m 28-6-2013 | Hitnotering: 19-1-2013 t/m 28-6-2013 | Hitnotering: 19-1-2013 t/m 28-6-2013 | Hitnotering: 19-1-2013 t/m 28-6-2013 | Hitnotering: 19-1-2013 t/m 28-6-2013 | Hitnotering: 19-1-2013 t/m 28-6-2013 | Hitnotering: 19-1-2013 t/m 28-6-2013 | Hitnotering: 19-1-2013 t/m 28-6-2013 | Hitnotering: 19-1-2013 t/m 28-6-2013 | Hitnotering: 19-1-2013 t/m 28-6-2013 | Hitnotering: 19-1-2013 t/m 28-6-2013 | Hitnotering: 19-1-2013 t/m 28-6-2013 | Hitnotering: 19-1-2013 t/m 28-6-2013 | Hitnotering: 19-1-2013 t/m 28-6-2013 | Hitnotering: 19-1-2013 t/m 28-6-2013 | Hitnotering: 19-1-2013 t/m 28-6-2013 | Hitnotering: 19-1-2013 t/m 28-6-2013 | Hitnotering: 19-1-2013 t/m 28-6-2013 | Hitnotering: 19-1-2013 t/m 28-6-2013 | Hitnotering: 19-1-2013 t/m 28-6-2013 | Hitnotering: 19-1-2013 t/m 28-6-2013 | Hitnotering: 19-1-2013 t/m 28-6-2013 |
| Week:                                | 1                                    | 2                                    | 3                                    | 4                                    | 5                                    | 6                                    | 7                                    | 8                                    | 9                                    | 10                                   | 11                                   | 12                                   | 13                                   | 14                                   | 15                                   | 16                                   | 17                                   | 18                                   |                                      | 19                                   |                                      |                                      | 20                                   |                                      |
| ------------------------------------ | ------------------------------------ | ------------------------------------ | ------------------------------------ | ------------------------------------ | ------------------------------------ | ------------------------------------ | ------------------------------------ | ------------------------------------ | ------------------------------------ | ------------------------------------ | ------------------------------------ | ------------------------------------ | ------------------------------------ | ------------------------------------ | ------------------------------------ | ------------------------------------ | ------------------------------------ | ------------------------------------ | ------------------------------------ | ------------------------------------ | ------------------------------------ | ------------------------------------ | ------------------------------------ | ------------------------------------ |
| Positie:                             | 73                                   | 76                                   | 87                                   | 88                                   | 99                                   | 99                                   | 73                                   | 41                                   | 40                                   | 48                                   | 59                                   | 54                                   | 71                                   | 66                                   | 40                                   | 61                                   | 69                                   | 86                                   | -                                    | 96                                   | -                                    | -                                    | 77                                   | uit                                  |

### NPO Radio 2 Top 2000
| Nummer met noteringen in de NPO Radio 2 Top 2000 | '13  | '14 | '15 | '16 | '17 | '18 | '19 | '20  | '21  | '22  | '23  |
| ------------------------------------------------ | ---- | --- | --- | --- | --- | --- | --- | ---- | ---- | ---- | ---- |
| Home Again                                       | 1860 | 180 | 282 | 414 | 827 | 771 | 750 | 1425 | 1426 | 1520 | 1960 |

1. ↑  Een vetgedrukt getal geeft de hoogste notering aan.
2. ↑  2013 was het eerste jaar met een notering voor dit nummer.
3. ↑  Deze tabel is bijgewerkt tot en met de laatste editie (2024).

Eloi Youssef · Casper Starreveld · Niles Vandenberg · Jan Haker